# I'm a Star
《I'm a Star》是美国迪士尼动画电影《星愿》中的一首插曲，而周深演唱的中文版，是该电影的“许愿星之歌”，于2023年11月20日作为单曲发布。周深演唱的《I'm A Star》获得腾讯音乐由你榜2023年度电影OST TOP9及年度动漫OST TOP5两个奖项。

## 背景和风格
《星愿》是一部2023年美国迪士尼出品的动画电影。周深演唱的《I'm a Star》是其许愿星之歌，2023年11月20日作为单曲发布，同步上线各大音乐平台。
《I'm a Star》英文版由28位《星願》配音演員共同演唱，随《星愿 电影原声带》发布。周深演唱的中文版由歌特填词，作为单曲发布，时长略有增加。此外于适等中文配音演员演唱的中文版由白勺填词，作为《星愿 (国语版电影原声带)》中的一首歌曲发布。
美通社评论：“包含由近20个动植物角色的欢乐联唱”，“周深以其多变声线挑战一人分饰多角，先后演绎了熊大叔、鼠女郎、兔小哥、说唱乌龟、逗趣蘑菇等所有角色声线。”“每个角色都特色鲜明又活灵活现”。
2023年11月17日，出席迪士尼动画百年庆典暨迪士尼电影《星愿》中国首映礼时，周深表述自己对这首歌的理解：“我们不要低估自己，每个生灵都是唯一的、有魅力的、永远发光的（星星）”。
《I'm a Star》是周深第三次与迪士尼合作，此前合作发表过《夏日友晴天》同名中文主题曲《夏日友晴天》，以及迪士尼100周年动画嘉年华挚爱组曲《奇遇乐章》。

## 音乐视频
2023年11月23日，发布了一个较短版本的歌曲MV，由周深身穿各色服装，与各种角色造型的毛绒玩具一起欢乐联唱。迪士尼电影评论：“在许愿星的指引下，出现了20多个卡布叻_周深 ？！”

## 创作者
以下内容整理自QQ音乐：
- 演唱：周深
- 词：Julia Michaels
- 中文词：歌特
- 曲：Benjamin Rice/Julia Michaels
- 编曲：陈牧荻
- 音乐总监/音乐制作人：安栋
- 混音/母带：周天澈@Studio21A
- 人声录音：徐威@52Hz Studio (Shanghai)
- 所有人声演绎：周深
- 弦乐：辉音国际爱乐乐团
- 制作统筹：郭申生
- 特别鸣谢：周深工作室
- 唱片公司：Walt Disney Records

## 排行榜
以下榜单中未单独标注的榜单参考周深_星星播报站搜集的各音乐平台APP截屏：

| 日榜（2023年）                   | 峰值 |
| -------------------------------- | ---- |
| 中国（酷狗音乐内地榜）           | 1    |
| 中国（QQ音乐飙升榜）             | 1    |
| 中国（酷我音乐新歌榜）           | 1    |
| 中国（酷我音乐流行趋势榜）       | 1    |
| 中国（酷我音乐影视金曲榜）       | 1    |
| 中国（酷我音乐ACG新歌榜）        | 1    |
| 中国（酷我音乐华语新歌榜）       | 1    |
| 中国（酷我音乐MV榜）             | 1    |
| 中国（酷狗音乐飙升榜）           | 2    |
| 中国（QQ音乐新歌榜）             | 2    |
| 中国（QQ音乐流行指数榜）         | 2    |
| 中国（酷我音乐青少年专属飙升榜） | 2    |
| 中国（网易云音乐MV排行榜）       | 2    |
| 中国（微博热榜--视频榜）         | 2    |
| 中国（酷我音乐华语榜）           | 3    |

| 周榜（2023年）               | 峰值 |
| ---------------------------- | ---- |
| 中国（酷狗音乐ACG新歌榜）    | 1    |
| 中国（QQ音乐动漫音乐榜）     | 1    |
| 中国台湾（亚洲音乐榜内地榜） | 1    |
| 中国（腾讯音乐由你榜）       | 2    |
| 中国（QQ音乐巅峰MV内地榜）   | 4    |
| 中国（酷狗音乐影视金曲榜）   | 6    |
| 中国（QQ音乐巅峰MV总榜）     | 9    |

| 月份榜（2023年）       | 峰值 |
| ---------------------- | ---- |
| 中国（腾讯音乐由你榜） | 5    |

| 年榜（2023年）                               | 峰值     |
| -------------------------------------------- | -------- |
| 中国（央广华语音乐打歌中心2023年度音乐报告） | 百名之内 |

## 奖项
| 年份 | 颁奖机构                       | 奖项                                         | 结果 |
| ---- | ------------------------------ | -------------------------------------------- | ---- |
| 2024 | 腾讯音乐榜2023年度榜单特别节目 | 由你榜年度电影OST TOP9《I'm A Star》（周深） | 獲獎 |
| 2024 | 腾讯音乐榜2023年度榜单特别节目 | 由你榜年度动漫OST TOP5《I'm A Star》（周深） | 獲獎 |